# Vicente Guerrero
Vicente Guerrero (teljes nevén Vicente Ramón Guerrero Saldaña; Tixtla, 1782. augusztus 9. – Cuilápam, 1831. február 14.) mexikói függetlenségi harcos volt, aki a függetlenné vált Mexikó második elnöke lett 1829. április 1. és 1829. december 17. között. Később róla nevezték el Guerrero államot, több település pedig az ő tiszteletére kapta a de Guerrero előtagot, példátul Tixtla de Guerrero, ahol született és Cuilápam de Guerrero, ahol kivégezték.

## Fiatal évei
1782-ben született Tixtlában, szegény mesztic–mulatt családban. Fiatalon városok közötti áruszállítással foglalkozott (úgynevezett arriero volt), eközben ha nagy műveltségre nem is tett szert, de az írás-olvasás és a számtan alapjait elsajátította. Ezalatt megtapasztalta a vidéki, alacsony osztálybeli emberek nyomorúságos életét, így nem volt kérdés, hogy a spanyol elnyomás ellen 1810 őszén kitörő függetlenségi mozgalomhoz hamar csatlakozott: novemberben lépett be Hermenegildo Galeana seregébe, mely José María Morelos irányítása alá tartozott.

## Részvétele a függetlenségi háborúban
Azokat a csapatokat, melyben Guerrero szolgált, Morelos a déli országrészekbe küldte harcolni. A fiatalember katonai tehetsége hamar megmutatkozott (jelentős szerepet játszott szülővárosa és Chilpancingo elfoglalásában), ez pedig az arrieróskodás során szerzett helyismerettel párosulva megkönnyítette, hogy sikereket érjen el és fokozatosan feljebb-feljebb lépdeljen a ranglétrán. 1812. február 23-án részt vett az izúcari csatában is, ahol Mariano Matamoros felkelő seregei vereséget mértek Ciriaco del Llano csapataira, az 1814-es puruaráni vereség után pedig a déli hegyekben folytatta harcát. Itt legyőzte José de la Peña 700 fős csapatát, 400 foglyot is ejtett és rengeteg fegyvert zsákmányolt. A harcok során élete sokszor veszélybe került, volt, amikor már csak kardjával küzdött.
Morelos 1815-ös elfogása és kivégzése után a függetlenségi mozgalom hanyatlásnak indult, a maradék harcosok közül egyre többen adták meg magukat, ám Guerrero a végsőkig kitartott, a déli országrészekben, a hegyek között gerillaháborút folytatva. Cañada de los Naranjosnál vereséget szenvedett, viszont Azoyú közelében legyőzte a Zavala és Reguera által vezetett spanyolokat.
Mivel Juan Ruiz de Apodaca alkirály tudomására jutott, hogy Guerrero apja nem támogatja fia harcát, apjával próbálta meg rávetetni a fiút, hogy hagyjon fel tevékenységével. Ekkor mondta Guerrero máig híres mondatát, melynek utolsó néhány szava önálló mondatként a mai mexikói kongresszus törvényhozási falára felírva díszhelyet foglal el: „Mindig is tiszteltem apámat, de a haza az első.”

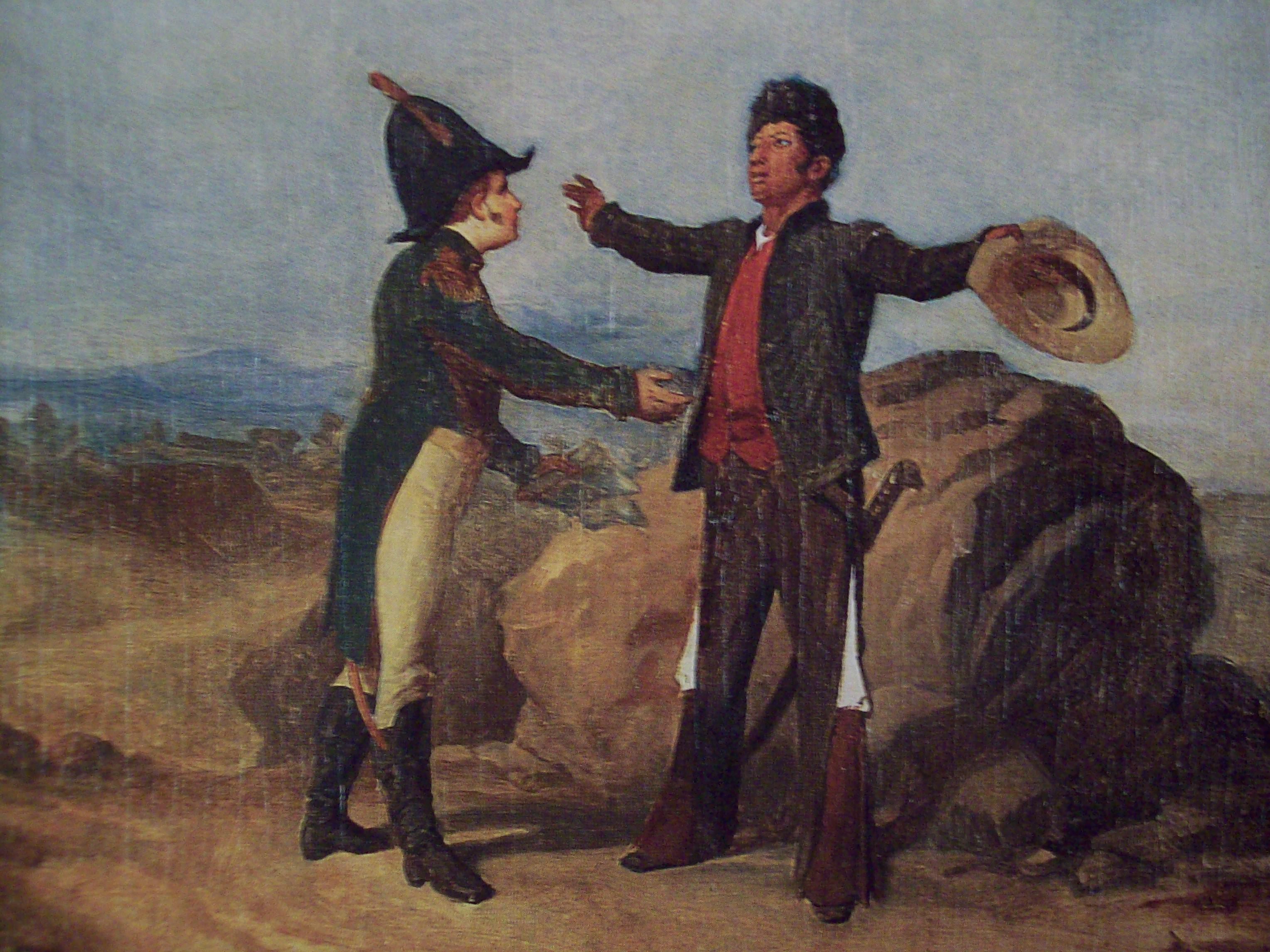
Festmény az úgynevezett acatempani ölelésről

1819-ben maga köré gyűjtötte az összes megmaradt harcoló felkelőt. Eközben a spanyolok Agustín de Iturbidét bízták meg, hogy számoljon le velük, ám neki más tervei voltak. Levelezni kezdett Guerreróval és amellett érvelt, hogy egyesítsék erőiket, a független Mexikót pedig császárságként hozzák létre. 1821. február 10-én történt meg az úgynevezett acatempani ölelés, mely kettejük személyes találkozója és megegyezése volt a terv elfogadásáról. Ennek következményeként két héttel később, február 24-én tették közzé az Iguala-tervet, melyben kinyilvánították, hogy Mexikó Spanyolországtól független, alkotmányos monarchia, az egyetlen államvallás a római katolikus és minden lakót egyenlő jogok illetnek meg, függetlenül attól, hogy spanyol vagy helyi származású. Ennek az úgynevezett „három garanciának” a védelmére és a harc folytatására létrehozták a Három Garancia Hadseregét, mely Iturbidével az élén és Guerreróval soraiban 1821. szeptember 27-én bevonult Mexikóvárosba, így téve pontot a 11 éve tartó függetlenségi háború folyamatára. Guerrerót capitán general rangra emelték, a déli országrész politikai vezetőjévé tették és megkapta a Caballero de la Gran Cruz de la Imperial Orden („A Birodalmi Rend Nagykeresztjének Lovagja”) címet is.
Iturbidét I. Ágoston néven császárrá koronázták, azonban erősen centralizált, már-már despotikus rendszerével Guerrero, egykori harcostársa, Nicolás Bravo és Antonio López de Santa Anna hamarosan szembefordult.

## Út az elnökséghez
A császárpárti seregek elleni csatában súlyosan megsérült, de túlélte, és hamarosan csatlakozott az úgynevezett yorkistákhoz (yorkino, azaz York-rítust követő szabadkőművesek), akik köztársaságpártiak voltak és a szövetségi rendszert támogatták a Nicolás Bravo által vezetett skótokkal (escosese, azaz a Skót-rítust követő szabadkőművesek) szemben, akik inkább spanyolbarátok és a centralizáció hívei voltak. A császárság bukása utáni, polgárháborúhoz hasonló helyzetben országszerte felkelések törtek ki, Guerrero Cuernavacában és Pueblában vett részt leverésükben.
Az 1824-es első elnökválasztáson Guadalupe Victoria lett az elnök, az alelnöki posztért Guerrero és Nicolás Bravo versengett: ebből az utóbbi került ki győztesen. Guerrero ekkor évekre visszavonult a politikától.
Hamarosan viszont egyre fenyegetőbbé vált egy esetleges spanyol kísérlet a függetlenné vált amerikai területeik visszahódítására, ezért Guerrero spanyolellenes jelszavakat hangoztatva visszatért. 1827. május 17-én a legfelsőbb hadbíróság elnökévé választották, később Veracruz comandante generalja is lett. Perote erődjében egy spanyolpárti összeesküvőt is elfogott. A belső lázadások azonban folytatódtak, maga Nicolás Bravo is szembefordult a kormánnyal és Guerreróval is, aki legyőzte és száműzetésbe küldte.
Az 1828-as választáson Guerrero már elnöknek jelöltette magát, ellenfele a skót szárnyhoz tartozó Manuel Gómez Pedraza volt. Bár az államok törvényhozó testületei 11–9 arányban Pedrazát választották meg, az eredményt el nem ismerő yorkisták fellázadtak, ez volt az úgynevezett Acordada-felkelés, melynek során kirabolták Mexikóváros egyik fontos kereskedelmi központját, a Pariánt is. A történtek hatására Pedraza visszavonult és hagyta, hogy Guerrerót nevezzék ki elnöknek, az alelnök Anastasio Bustamante lett.

## Köztársasági elnökként

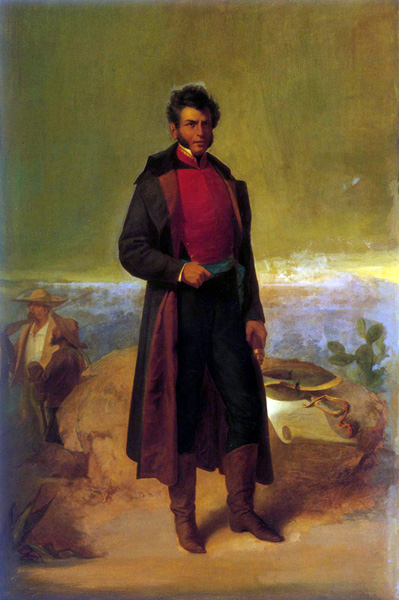
Festmény Guerreróról 1865-ből

Vicente Guerrero nem volt nagy műveltségű ember (már 1829. április 1-jén, az eskütétel napján elhangzott beavatási beszédét is nehezen tudta felolvasni, ezáltal köznevetség tárgyává vált) és csak főként a katonai életben volt tapasztalt, a politikaiban nem. Miniszterei, köztük José María Bocanegra, Lorenzo de Zavala és José Manuel de Herrera nem sok támogatást nyújtottak számára, Joel R. Poinsett USA-beli miniszter, korábbi nagykövet pedig saját céljainak érdekében próbálta befolyásolni az elnököt.
A nehéz körülmények ellenére el tudott érni néhány jelentős eredményt: szeptember 15-én, a függetlenségi harc kitörésére emlékezve hivatalosan is eltörölte a rabszolgaságot (ezt a háború alatt már többen is megtették, de országos érvényt csak most szerzett), megszüntette az állami dohánymonopóliumot és szabaddá tette a növény termesztését, szabályozta a bányászatot, létrehozta a hadirokkantak intézetét, kegyelmet hirdetett minden halálra ítélt, de még ki nem végzett ember számára és végrehajtotta az előző kormány idején született, spanyolok kitelepítését célzó rendeletet. Nagylelkűen felajánlotta Nicolás Bravónak és követőinek, hogy hazatérhessenek és betölthessék korábbi tisztségeiket, azonban ez sokak ellenszenvét váltotta ki.
Legnagyobb eredménye azonban a júliusi, Isidro Barradas-féle spanyol visszahódítási kísérlet visszaverése volt. A spanyol csapatok Kubából indulva Tampicóban szálltak partra 24-én, a kongresszus augusztus 2-án szavazott meg rendkívüli intézkedéseket visszaverésükre. Az Estado Interno de Oriente (belső keleti állam) vezetőjét, Felipe de la Garzát az ellenség támogatása miatt felmentették tisztségéből, helyére Antonio López de Santa Anna és Manuel Mier y Terán került, akik seregei hamarosan szétverték a támadó spanyol erőket.
Guerrero mintegy visszavágásként eltervezte Kuba megsegítését a függetlenné válásban, de sosem kezdett bele a terv megvalósításába.
Év végére azonban a déli Campechében egy Guerrero-ellenes mozgalom kezdett kibontakozni, mely egy központosított államszervezet létrehozását szerette volna elérni. Bustamante alelnök ezt kihasználva elárulta az elnököt, és a spanyolok ellen létrehozott hadsereg és a campechei mozgalom élére állva Jalapa városában kihirdette a Jalapa-tervet, melyben Guerrero távozását sürgette mindazokkal együtt, akik a szövetségi rendszert támogatták. Guerrero személyesen bocsátkozott harcba az ellene lázadókkal, miután december 17-én saját felmentését kérte tisztségéből. Nem sikerült legyőznie, a kongresszus pedig 1830. február 4-én kinyilvánította, hogy Guerrero nem is képes kormányozni az országot.

## Elnöksége után
Ezután hazatért szülőföldjére, a déli országrészekbe, majd hamarosan újabb háborút indított, hogy visszatérjen a hatalomba. A harcok egész 1830-ban folytak, az új kormány José Gabriel de Armijo korábbi függetlenségi harcost küldte ellene, de Texcánál a Guerreróval szövetséges Juan Álvarez vereséget mért rá, a csata során Armijo is meghalt. A kormányerők nem tudtak mit kezdeni a katonailag igen képzett és helyismerettel rendelkező Guerreróval, ezért más módszerhez folyamodtak.

### Elfogása és halála
1831 elején egy régi barátja, a genovai származású Francisco Picaluga meghívta egy tál ételre az Acapulco kikötőjében horgonyzó Colombo nevű hajójának fedélzetére. Miután az ételt megették és Guerrero a szárazföldre léphetett volna, a hajón tartózkodó néhány ember feltartóztatta, majd fogolyként a központi kabinba zárta. Amikor később az esetet vizsgáló, valószínűleg csak a látszat kedvéért létrehozott bizottság Picalugát az esetről kérdezte, ő azt állította, Guerrero le akarta foglalni a hajó értékes rakományát, ezért lépett fel ellene. Később azonban kiderült, valójában pénzért követte el az árulást: José Antonio Facio tábornok 50 000 pesót fizetett neki, hogy hajtsa végre tervét.
A foglyot a hajó a kormányerők kezében található Huatolco kis kikötőjébe szállította, ahonnan Oaxaca városába vitték. Itt egy 11 tagú testület 11 szavazatával halálra ítélte hazaárulás vádjával. Február 14-én lőtték agyon a közeli Cuilápam városában.
Közel egy évszázaddal később testét a mexikóvárosi Függetlenség-emlékmű alá temették el.